# Варварівка (Кропивницький район)
Варва́рівка — село в Україні, у Гурівській сільській громаді Кропивницькомгорайону Кіровоградської області. Населення становить 481 осіб - 01.01.2025. До 2020 року орган місцевого самоврядування — Варварівська сільська рада.
Розташоване на річці Боковій, за 35 км на північний схід від міста Долинська та за 28 км від залізничної станції Куцівка.
Тимчасово виконуючий обовʼязки сільського голови - Мошта Кристина Олексіївна.

## Населення
Згідно з переписом УРСР 1989 року чисельність наявного населення села становила 1192 особи, з яких 519 чоловіків та 673 жінки.
За переписом населення України 2001 року в селі мешкали 974 особи.

### Мова
Розподіл населення за рідною мовою за даними перепису 2001 року:
| Мова       | Відсоток |
| ---------- | -------- |
| українська | 95,93 %  |
| російська  | 3,13 %   |
| білоруська | 0,42 %   |
| молдовська | 0,42 %   |
| угорська   | 0,10 %   |

## Історія
Території, на яких розташоване село Варварівка, входили в склад Дикого Поля — частини Великого Степу, де тисячоліттями кочували різні іраномовні та тюркомовні народи і племена, про що свідчать численні кургани — поховання кочової знаті, археологічні знахідки, старі карти тощо.
Останній відомий період економічного розквіту і містобудування — друга половина XIII — початку XV століття — під час входження цих територій в найбільший в історії людства вільний економічний простір у складі Великої Монгольської Імперії — від Тихого Океану до р. Дунай, а згодом в її найбільшій частині — Улусі Джучі (Золотій Орді) від м. Ургенч до Дунаю. Інша назва території — Задніпровські Місця або Задніпров'я.

### XVIII століття
З 1732 року заселення цього регіону відчутно пожвавилося вихідцями з Гетьманщини та Польської України.
З 70-х років XVIII століття в межах річки Бокової поблизу земель майбутнього поселення були зимівники козаків Бугогардівської паланки Запорозької Січі (1734—1775) — Івана Одновола, Григорія Задолі та Івана Коваля, які згодом зустрічаються, як жителі слободи Варварівка.
Перша згадка про козака Одновола, мешканця слободи Варварівка, припадає на 1776 рік.

### Легенда про Варварівку

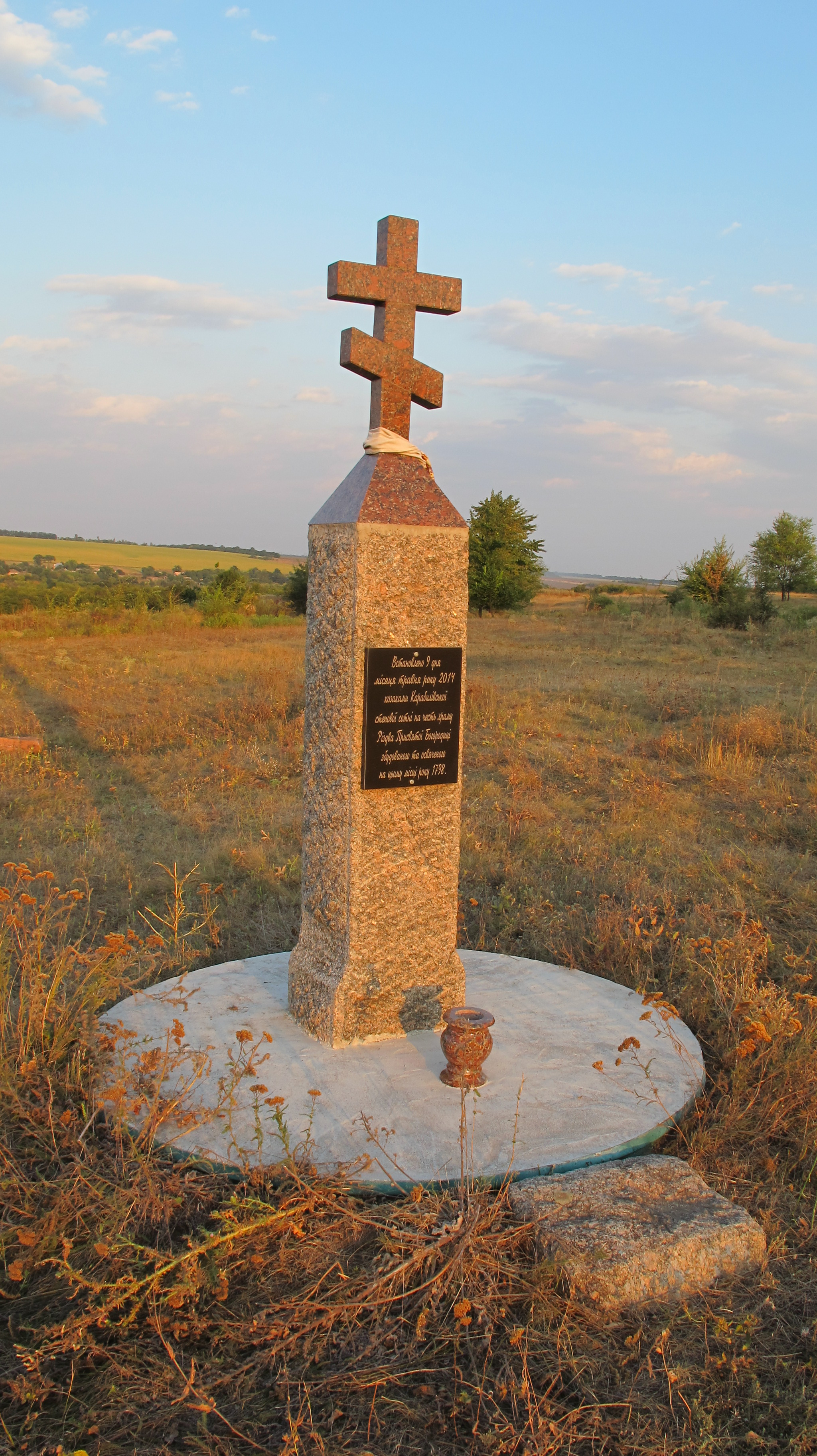
Пам'ятний знак на місці старої церкви

Записана Михайлом Шереметом.
«Було це за часів батька Хмеля, а може і раніше, коли обабіч старого торгового трактиру, чумацького шляху і довкола численних витоків степової річки Бокової, скільки око сягало, простяглось так зване Дике Поле. Ще тоді, коли плеса і заплави Бокової кишіли рибою, а в дібровах і байраках водилося всілякої дичі видимо-невидимо. Степову тишу і хор пернатих вряди-годи порушував хіба що тупіт копит, коли до якогось зимівника підкрадалась вовча зграя татар і в погоні за нападниками з гиком проносилась сотня бравих запорожців.
Поміж дуплистих верб, двометрових стріл жовтавого дев'ясилу, духмяного звіробою і ніжних волошок у ту сиву давнину на берегах Бокової появились поодинокі хати-мазанки. Довкола них тулились втікачі з панської неволі і безземельна голота з-за Збруча. Південніше, неподалік двох глибоких балок, що хрестоподібно впиралися в Бокову, виднілися чепурні оселі з лозовими парканами і перелазами. За вигоном і довкола яру літні чоловіки і підлітки в широких шароварах і вишиванках пасли табуни коней і отари овець.
Віддалені на десяток верст острівці хат з роками розростались і перетворилися в чи не найбільше в окрузі село на десять сотень. Кожна з них не переставала переконувати, що саме від неї започаткувалась Варварівка. З поміж найпоширеніших легенд і переповідок виділялись дві. Мешканці північної околиці, яку навкіс перетинав чумацький шлях, переконували, що першою поселенкою в них була вдова Варвара Задоя. Від неї, запевняли, пішла назва села.
Південна околиця, і перш за все Варварина слобода, не вступала з ними в суперечки. Всевишньому, казали, видніше. Вихваляються затулинці чумацьким шляхом. До нього рукою подати і від нас. Зате через слободу пролягає битий торговий до Переволочної. З ранку до ночі не стихає на нім скрип коліс. Найгамірніше в Крисівській вулиці біля водопою. Пороспрягають чумаки і візники купецьких хур коней та волів і прямують до харчевні Шафороста. А якиї обід чи вечеря без мерзавчика чи кварти на гурт. Посилають через дорогу когось у шинок до Манька. Після смачної трапези, поки коні та воли жують сіно та овес, хто йде на ярмарковий майдан, хто у філію банку, торговий ряд, хлібну біржу чи ливарні майстерні запастись причандаллям до воза. Любителі раків та юшки прямують до плеса, де на вибір смакують їх прямо з вогню. У кого в дорозі сталась оказія з возом, розкувався кінь чи поламалось ярмо, завертали до місцевого коваля. Краще за норовливого діда Юлика ніхто не полагодить, якщо зумієш ладиком підійти. Чутки про Варварину слободу і гостинність варварівців, купці і чумаки розносили по всіх усюдах.
Похвальний розголос про слобожан доконував затулинців. Вони не переставали носитися зі своєю Варварою, як дідько з писаною торбою. Слобожанам набридло слухати. Не чув, може, і були в них Варвара і хутір, казав мало не сторічний дід Тиміш, чому тоді село поділили не на хуторці, а сотні і нашу назвали першою. Не затулинські зайди і втікачі заснували Варварівку, переконував дід Юлик. Хваляться, що їхня Варвара жила на порозі 1800-го. Подивилися б на мій самовар-чинш шведського короля моєму пращуру за те, що вправно підкував коней і полагодив колісницю. Сотничихиного чоловіка і відставних запорожців, які започаткували слободу, напевно знав гетьман Мазепа, коли тікав із Карлом XII з-під Полтави у Валахію. Чий би пес гарчав, а ваш мовчав, доконував затулинців дід Явтух. Втікачі ваші бояться писнути, аби пани не переловили. Через слобожан, усіх варварівців побоюється навіть цар-батюшка, піддобряється всілякими подачками, аби не вчинили непокори сусідні села.
Спливли, ніби вода в море віки. Не лишилося й сліду від чумацького шляху, торгового тракту, найстарішої в окрузі церкви і ярмаркового майдану, де не раз сперечалися слобожани із затулинцями про Варвар. Від обох лишилася одна назва — Варварівка, як легенда і згадка про нащадків січовиків. Уміли предки захищати козацьку вольницю, любили землю, поважали рідний край».
У 1780—1783 роках слобода Варварівка входила до складу Інгульського повіту Новоросійської губернії, у 1783—1795 роках — до Єлисаветградського повіту Катеринославського намісництва, у 1795—1797 роках — до Єлисаветградського повіту Вознесенського намісництва, у 1797—1802 роках до Єлисаветградського повіту Новоросійської губернії.
До 1798 року в архівних документах Варварівка фігурує, як слобода або державне поселення. Поселення засноване у другій половині, а за переказами — на початку XVIII століття. Точний рік заснування невідомий. Село було засноване козаками.
Першу документальну згадку про слободу Варварівку зустрічаємо в метриці слободи Верблюжка за 1785 рік, де вказані перші жителі слободи Варварівка: Іван Одновол та його дружина Євдокія (1724—1785), їх сини — Кирило, Сила і Климентій, Логвин, Сава та Уляна Кобзаренки, Захожий, Задоя, у пізніших метриках — Іван Полтавець, Стефан Неплешко.
Статус села Варварівка отримала з відкриттям церкви Різдва Пресвятої Богородиці у 1798 році. Жителі «казенного поселення» Варварівка, які підписали прохання про будівництво церкви у 1798 році: Микита Михайлович Горбашко (ктитор), Пантелеймон Булич, Семен Москалець, Євстахій Шеремет, Антін Огур, Яким Сніжко («відставний капрал»), Семен Бохан, Юхим Яковенко, Лаврентій Бораник, Микита Пазенко, Логвин Шпиталенко, Сава Кобзаренко, Антін Бублик, Онуфрій Щученко, Ілля Яковенко (староста), Іван Островський, Карпо Ковтун, Семен Жицький, Федір Манько, а також канцелярист Гаврило Бугаєв та писар — Прохор Богданов. Прохання було також підписано жителями державного поселення Бокової та підтримане корнетом Дмитром Масляніковим, поручиком Євтихієм Петровичем Котовим та корнетом Іваном Долинським, які жили поруч на своїх хуторах, подарованих Москвою.
До 1798 року мешканці села відвідували церкви у сусідніх Верблюжці, Гурівці, Миколаївці (Водяному), Спасово, де церкви були побудовано раніше. Відповідно й записи про народження, одруження та смерть жителів Варварівки робились в метричних книгах церков вказаних сіл.
У 1798 році починаються служби в Варварівці, цим роком датується і перша метрична книга села, священик — ієрей о. Олексій Угринович (1764 р.н., син священика). Церква була підпорядкована Єлисаветградському духовному правлінню. 1798 року у Варварівський прихід входило 112 домоволодінь, у яких мешкало 827 осіб, з них 449 чоловіків та 378 жінок, у тому числі й жителі сусідніх поселень — сіл Котівка, Бокове. 1800 року парафія збільшилася до 143 домоволодінь та 1080 осіб.

### XIX століття
Ктитором або ж церковним старостою у 1800 році був Петро Шеремет. 1801 року до парафії Варварівської церкви приєднується слобода Дубровина.
1802 року Єлисаветградський повіт, у тому числі й Варварівка, входить до складу новоствореної Миколаївської губернії, яка була ліквідована після перенесення губернського центру до міста Херсон у травні 1803 року і відповідно до того створюється Херсонська губернія.
Від 1803 року в церкві Різдва Пресвятої Богородиці села Варварівка вже служить стихарний дячок — Василь Угринович (нар. 1772, син священика, ймовірно брат чи родич священика). 1804 року ктитором обирається Микита Горбашко. Парафія станом на 1804 рік — 167 домоволодінь з населенням — 1282 особи, вже без села Бокове, у якому закладена власна церква та почались служби і ведення метричних книг.
У березні 1806 року з Єлисаветградського повіту виділяється Олександрійський повіт з селом Варварівка в його складі.
Від 1810 року у Варварівській церкві починає служити пономар Ілія Бушенков і цього ж року в селі був спалах епідемії віспи, через яку відбулося зростання смертності (83 померлих). 7 серпня 1812 року у віці 105 років помирає найстаріший житель села Варварівка Каленик Кротовський.
Від 1814 року у Варварівській церкві служить священик о. Іван Любинський. 1815 року через повторний спалах епідемії віспи у селі 97 померлих.
З 1816 року в зв'язку з чисельним приростом населення села за останні 10 років (по 20-70 осіб на рік), додається кількість служителів в церкві — 2 священика, дяк і 2 пономаря, у тому числі останній з цього року — Олександр Угринович, син о. Олексія.
Від 1820 року служить ще один дяк — Ворфоломій Лесковський.
З грудня 1821 року Варварівка входить в округ Новоросійського полку 3-ї Кірасирської дивізії Новоросійських військових поселень.
1824 року у Варварівці знов епідемія віспи та кору і як наслідок 85 померлих.
16 жовтня 1825 року у віці 80-ти років помирає Семен Москалець — чоловік, який поклав початок згодом чисельному роду Москальців, нащадки якого проживають в с. Варварівка й донині. Старожили згадують, що колись частина села, де проживали Москальці мала назву Москальцівка. А згодом 30 грудня 1825 року помер поручик у відставці Євтихій Котов, який заснував поселення Котівка поблизу Варварівки, котре у 1930-х роках увійшло до складу Варварівки.
1833 року парохом Варварівської церкви призначено священика о. Миколу Ілліча Григоровича, дяком — Георгія Бушенкова, а пономарем — Андрія Васильовича Погорелова. Цього ж року в село прийшла чергова хвиля епідемії віспи, від якої померло 120 селян.
У 1845 році дяком був Пилип Васильович Вечоринський, з жовтня 1852 року у церкві крім священика о. Григоровича та дяка Вечоринського, служать й священик о. Олександр Пилипович Голоскевич та пономар Павло Миколайович Краснопєрьєв.
Станом на 1859 рік в Варварівці мешкало 1184 осіб і 1179 жінок.[джерело?]
1864 року згадується про священика о. Іоана Полянського та пономаря Петра Нелічевського.
1875 року в Варварівці відкриває двері земська школа.
В 1876 році військові поселення ліквідуються, а Варварівка знову отримує статус державного села.
З 1880 року згадується про священика о. Василя Рибалченка, який служив у Варварівській церкві до 1899 року.

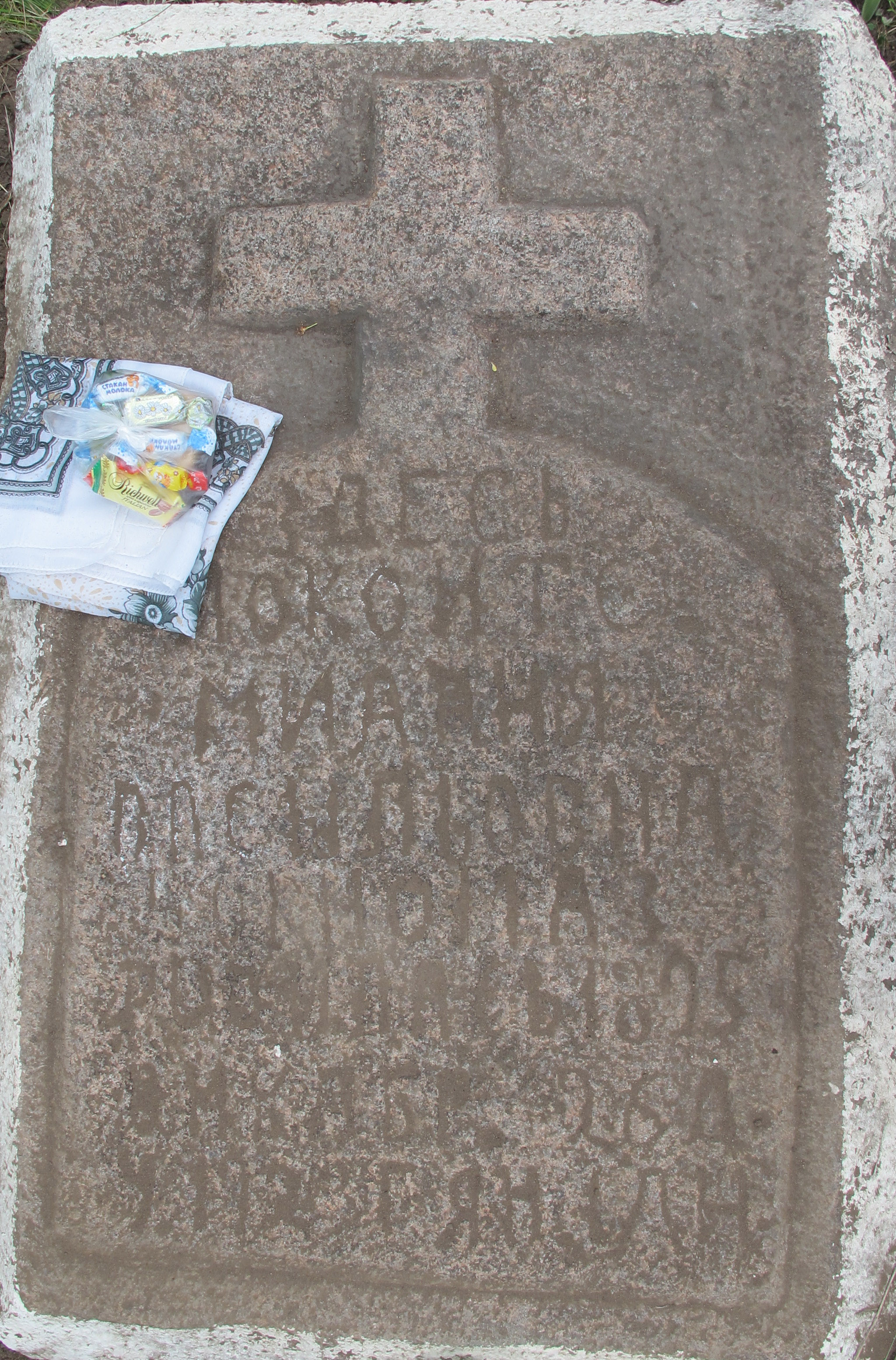
Найстарша надгробна плита села

Станом на 1886 рік у селі Варварівка Боківської волості Олександрійського повіту Херсонської губернії мешкало 2995 осіб, налічувалось 543 дворових господарства, існували православна церква, школа та 2 лавки, відбувались базари по неділях.
З 1897 року починає служити священик о. Георгій Селецький, з 1898 року — псаломщик Олександр Бондаренко, а з 1899 року — священик о. Серафим Купчевський.
З записок Чорномаза О. Д.: «Місцевість навколо села була красивою. Річка Бокова не була замілена, у берегах росли розкішні верби, лоза, калина, дикі груші, яблуні і трави, які скошували для годівлі тварин.
Майже в кожному подвір'ї росли високі дикі груші, яблуні, а вище на городах були сади з різними фруктовими деревами більше всього вишня, слива, груші і яблуні. Внизу на городах висівали коноплі, які вимочували після виривання, висушували, перебивали і чопували волокно для пряжі. Ткали полотно, рядна та інше! Все це вироблялось взимку, коли жінки не були зайняті роботою на городах та в полі.»

### XX століття
Влітку 1905 року частина жителів Варварівки, підбурені більшовистською пропагандою, знищила маєток поміщика Буцького. Каральна експедиція придушила виступ, понад 20 учасників було заарештовано та відправлено на каторгу до Сибіру.
1910 року було побудовано нову цегляну церкву святої Варвари (Варварівську) з двоярусною дзвіницею.
Варварівка мала філію Олександрійського повітового сільського банку, хлібної біржі, ливарного заводу; три школи, два храми, парові млини, більше двох десятків вітряків. На велелюдні ярмарки купці привозили заморські товари.

### Боротьба за Вільну Україну
У лютому 1918 року село було захоплене військами РККА. Але жителі села брали участь у боротьбі за волю і свободу країни. Вже 12 травня 1920 року село стає центром формування Степової Дивізії на чолі з отаманом Костем Пестушко (відомий, як Кость Степовий-Блакитний). Колискою дивізії стали села Варварівка, Верблюжка, Гурівка, Водяне і Петрове. В них дивізія поповнилась 18 тис. бійців. Тимчасово, до кінця 1920 року, Правобережжя України було очищене від більшовиків. За незалежність України боролися наступні жителі Варварівки — Брик Дмитро, Іванов, Крисенко Дмитро, Філоненко, Шеремет М. Ф. та багато інших. Але сили були не рівні, сподівання на допомогу з-за кордону залишились сподіваннями, і згодом більшовики захопили владу в більшій частині колишньої Російської Імперії, втративши Польщу з Західними Україною і Білоруссю, Фінляндію і Прибалтику. Але навіть після офіційної окупації більшовиками українського степу, збройна боротьба за волю продовжувалася. 1921 року Варварівка знову стає центром повстанських формувань Гнибіди (Чорновуса) (представника уряду УНР в екзилі) і Іванова (керівника збройного опору) — тут діяла типографія, де друкувалися відозви, по селах і хуторах були створені опорні пункти, де повстанці могли переховатися і відпочити. 1921 року з цілого повіту під натиском повстанських сил, підтриманих більшістю селян, більшовики відступили. Відомо, що 04.10.1921 відбувся бій між повстанцями отамана Іванова та 133-м піхотним полком більшовиків. В листопаді 1921-го більшовики почали наступ на збройні та підпільні сили повстанців, але тільки в вересні 1922 року більшовикам вдалося арештувати в Варварівці 80 осіб. Хоча відомо, що в листопаді того ж року селяни Варварівки зустріли каральний загін більшовиків стрільбою і змусили його відступити. Згодом, 26 грудня 1922 року Криворізьке ГПУ розстріляло 14 повстанців-жителів с. Варварівка, ще 140 були заарештовані. Відповідно, грудень 1922 року можна вважати за момент окупації села більшовиками. Особливо вплинула на боротьбу з більшовиками введена ще в 1921 році політика так званого НЕПу, яка і була введена через неможливість перемогти попри страшний терор і підлість (були введені так звані інститути відповідачів та заручників, коли з названого «бандитським» села, у тому числі Варварівки, забиралися члени родин повстанців, у тому числі і діти, а також найкращі господарі, гоніння на яких почалося відразу після приходу злочинної влади). НЕП дав результати — економічне зростання і як відлуння — небажання селян продовжувати підтримку збройного опору. Тому в 2-й половині 1923 року повстанських збройний опір завмирає і переходить у підпілля.

### Більшовицька окупація
Почалися численні адміністративні зміни — Варварівка в складі Херсонської, Миколаївської, Кременчуцької та Одеської губерній, Дніпропетровської області. Ситуація стабілізувалась наприкінці 1930-х років, коли було створено Кіровоградську область.
Згідно постанови «З'їзду Рад» ще в 1922 році Варварівку була занесена на так звану «чорну дошку». Відповідно з кінця 1922 року почалась чорна смуга в історії села, яка триває до тепер — голодомор 1921—1923 років, «червоний» терор — репресії та вбивства, розкуркулення і колективізація, і як наслідок знищення або вигнання найкращих господарів, гоніння на церкву, голодомор 1932—1933 років, коли цілі родини села вимирали.
З записок Чорномаза О. Д.:
«…1921. Це був надзвичайно тяжкий рік в історії України. Ще повністю не закінчилась громадянська війна, багато банд ще шастали по Україні. Кругом розруха, безладдя, хаос. Земля ще повністю не була розподілена. До того ж 1921 року був дуже посушливим роком, що спричинило великий недорід зернових культур та інших. Це призвело до великого голоду в Україні. Внаслідок цього загинуло кілька мільйонів людей. По селах чинились грабунки, бандитизм та інше.»
Список жертв штучного Голодомору Варварівки: Бардась Яким Семенович, Бельмис Ярина, Віденко Олексій, Бойко Христина, Бойко Анна, Брик Іван Несторович, Булич Ганна, Герасюта Марфа Петрівна, Губенко Гнат, Жук Василь Михайлович (дитина, нар. 1932), Заєць Данило, Зайченко Макар, Заїка Федосій, Іваненко Артем, Іваненко Данило Артемович, Клименко, Клименко Параска, Ковтун Йосип, Ковтун Явдоха, Коляда Микола, Копаниця Андрій Никифорович, Копаниця Семен Трохимович, Копаниця Марія, Копаниця Лаврин, Кошман Марія Іванівна, Кошман Микола Іванович, Кошман Петро Іванович, Крищенко Іван, Кузьменко Парасковія Василівна, Кузьменко Петро Олександрович, Кузьменко Федот Олександрович, Кучман Валентина, Кучман Марфа, Кучман Яків, Лисицький Мефодій Пилипович, Ляхівець Іван, Могила Кирило, Москаленки (імена невід.) — 3-є дітей, Москаленко Зінаїда Явтухівна, Москаленко Ніна Явтухівна, Москаленко Неоніла, Москалець Віра Іванівна, Москалець Іван Вікторович (дитина, нар. 1924), Москалець Лідія Іванівна, Москалець Марія Вікторівна (дитина, нар. 1926), Москалець Михайло Вікторович (дитина, нар. 1921), Мотуз Микита, Мотуз Павло, Остапущенко Марія Максимівна, Павлов Микола, Павлюк Петро Фолійович, Павлюк Савка, Парасюта Дмитро Гнатович, Пластун Василь, Парасюта Марфа Петрівна, Пластун Василь Васильович, Пластун Григорій Васильович, Пластун Михайло Васильович, Рябошапка Антоніна Тимофіївна, Рябошапка Федір Тимофійович, Савченко Карпо, Сергієнко Гаврило Федотович (дитина, нар. 1927), Сергієнко Кузьма, Сергієнко Омелян Терентійович, Сергієнко Яків Єремійович, Слісаренко Катерина, Слюсаренко Павло, Таранець Михайло Аманови (нар. 1900), Тимченко Григорій Іванович (нар. 1912), Тимченко Кость, Тимченко Нестір, Федоренко Віра Василівна, Федоренко Григорій Васильович, Федоренко Іван Васильович, Федоренко Іван Омелянович, Остапущенко Катерина, Федоренко Леонтій Васильович, Федоренко Олександра Василівна, Федоренко Олексій Васильович, Халабуда Федір Тимофійович, Хорольська Віра, Хорольська Марія, Хорольський Василь Лупович, Хорольський Прокіп Лупович, Хорольський Філімон Лупович, Чорний Петро, Чорнозуб Марія Аврамівна, Чорнозуб Іван Кирилович (нар. 1896), Школа Віра Костянтинівна, Школа Костянтин Ларіонович, Школа Михайло Костянтинович, Школа Олександра Костянтинівна, Яшин Іван Степанович, Яшина Євдокія Степанівна, Яшина Катерина Степанівна.
Постійні більшовицькі репресії та терор з кінця 1922 року, німецько-радянська війна, голодомор другої половини 1940-х років, нелюдська робота на радгоспи за трудодні і величезне податкове навантаження на кожну родину, знищення церкви, занепад культури й агровиробництва 1990-х років — цим характеризується історія села від 20-х років XX століття й донині.
З записок Чорномаза О. Д.:
«Більшість жителів села були релігійними. До 30-го року в селі функціонували 2 церкви, з них одна була побудована ще в середині XIX ст., а друга так звана нова побудована перед першою імперіалістичною війною. Вона була цегляна, з високими банями і була визначною архітектурною будівлею. В період колективізації приблизно в 1931 році була підірвана вибухівкою. В дерев'яній церкві були зняті куполи і переобладнано під клуб, де встановлено стаціонарний кіноапарат.»
Відомо, що у 1929 році священником однієї з варварівських церков був о. Максим Журавльов.
Перед наступом військ Вермахту, все керівництво більшовиків області та району втекло на Схід, рятуючи своє майно та родини. Перед втечею були намагання знищити все зерно та продукти. Варварівці (старі, жінки та діти) залишилися напризволяще. Спочатку прихід німців полегшив життя селян, церква була відкрита для служіння. Прогресивні жителі села мали сподівання на відновлення Української держави. Але поступово почалося придушення українського «сепаратизму», молодь відсилали на роботу в Рейх. 1943 року місяць біля села проходила лінія фронту. «Червона» армія постійно обстрілювала село з артилерії. Жителі ховалися по закутках та балках, деякі загинули. 500 жителів Варварівки були мобілізовані під час другої світової війні, 63 з них відзначені нагородами СРСР. У селі споруджено меморіал 223 односельцям, які загинули на фронтах встановлено 3 пам'ятники і обеліск на могилах 886 «червоноармійців».

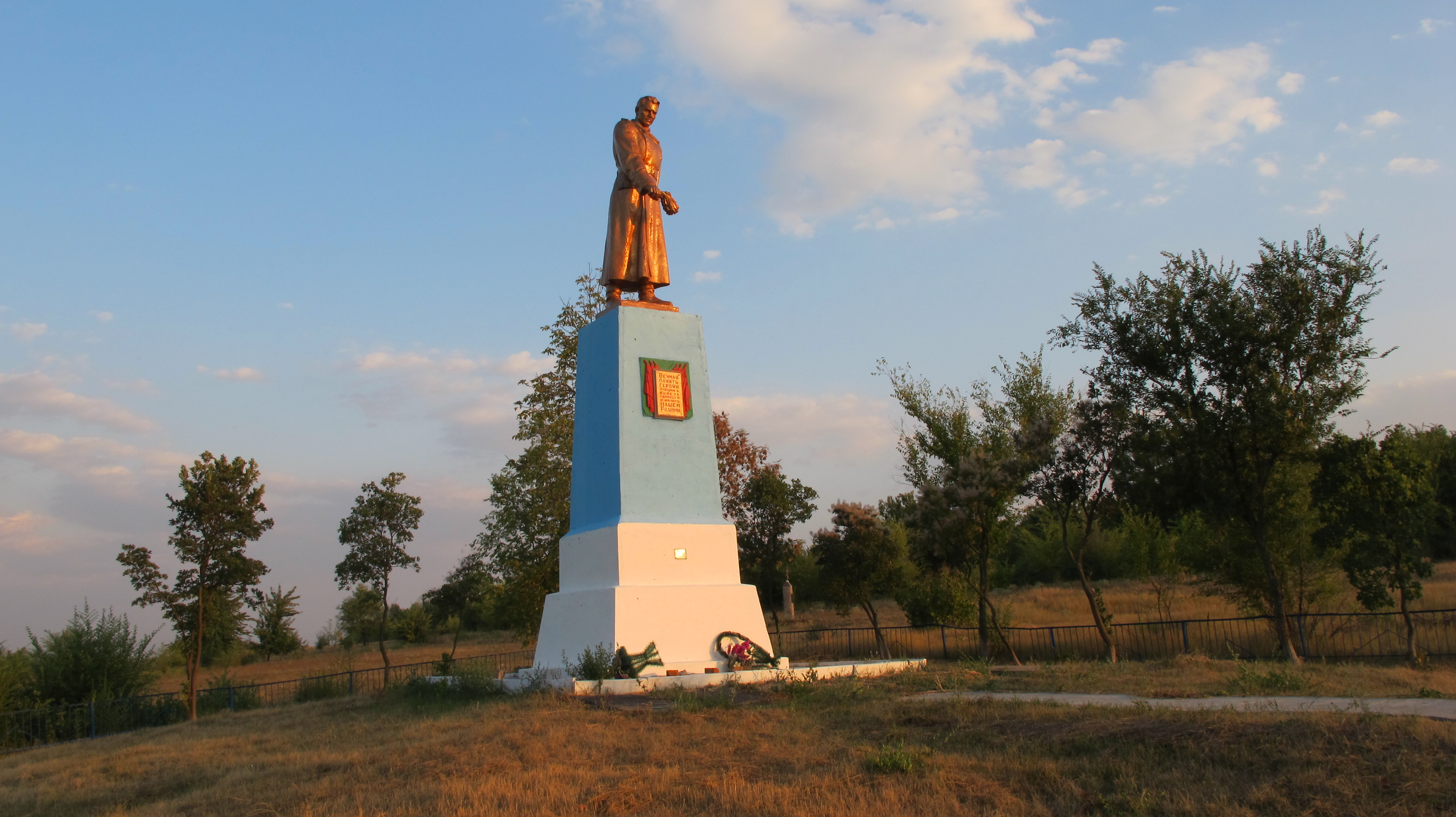
Пам'ятник радянським воїнам, які загинули під час німецько-радянської війни

Церква після чергової більшовицької окупації діяла не довго, її перетворили спочатку на клуб, згодом взагалі зруйнували. На території села розташовувалися центральні садиби колгоспів імені Кірова та «Заповіт Ілліча», за якими було закріплено 10625 га.
З 1991 року в складі незалежної України.

### XXI століття
У 2006 році в Варварівці відбулася непересічна подія, автор книги «Осінні мотиви» М. Шеремет, презентуючи книгу, проводив читання для районної та сільської інтелігенції.

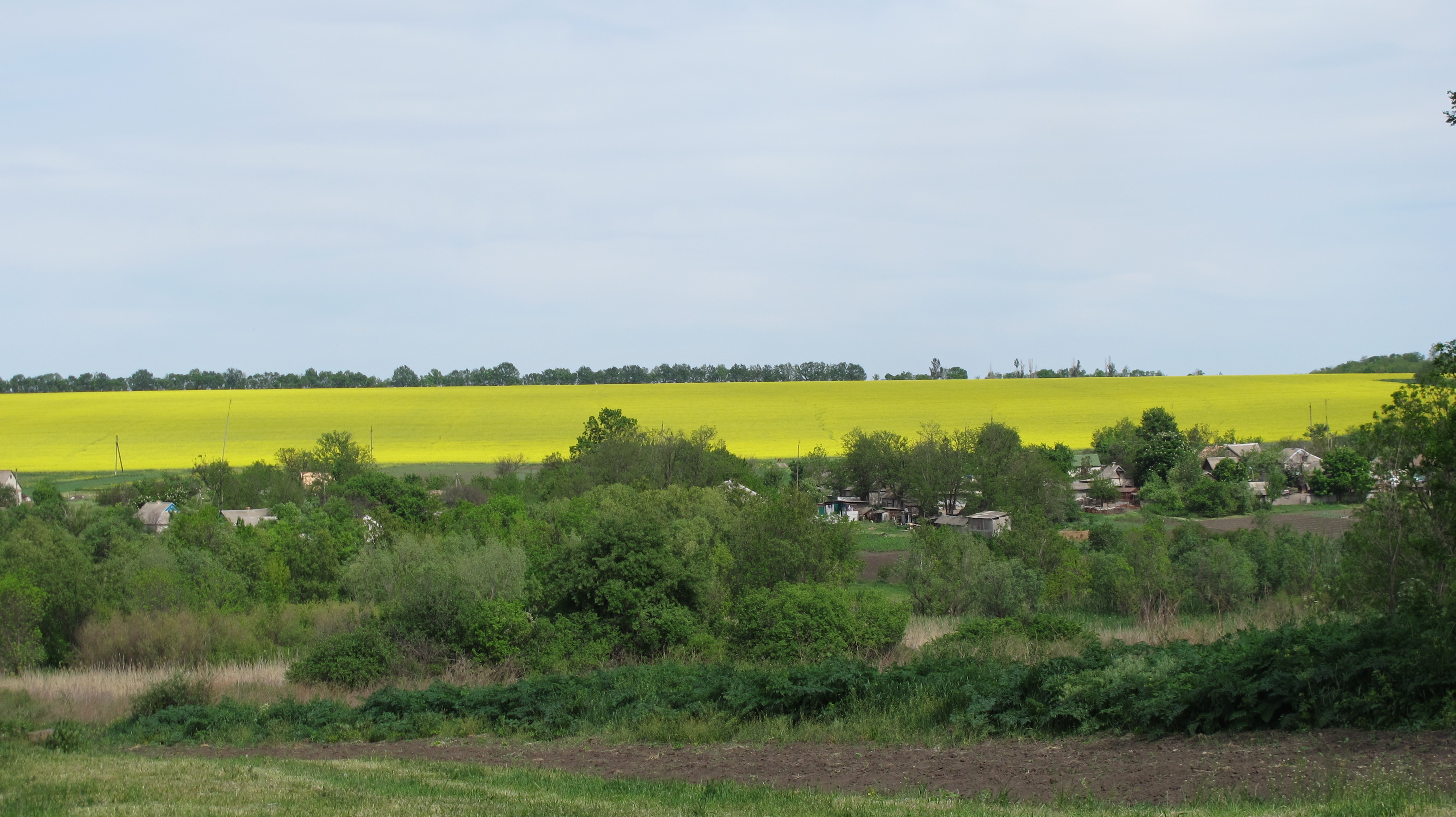
Поля с. Варварівка

На базі школи працює Варварівський дошкільний навчальний заклад «Ромашка», а також діє бібліотека. Книжковий фонд бібліотеки сьогодні налічує 4020 примірників, обслуговує бібліотека 450 користувачів.
Сільськогосподарські угіддя орендують агрофірми і чисельні фермери.
2016 року жителі та гості села відсвяткували 240 років з дня заснування села, до цієї дати вийшов буклет з короткою історією села.

## Пам'ятки
- Шмалієвський — об'єкт природно-заповідного фонду Кіровоградської області, орнітологічний заказник місцевого значення.
- Пам'ятна стела на честь храму Різдва Пресвятої Богородиці (2014 рік).
- Клуб — дореволюційна будівля.

## Відомі люди
- Авсентьєв Платон Петрович (1894—1938) — українець, селянин, тесляр вагоноремонтного пункту ст. Мудряна, Кривий Ріг. 23 березня 1938 року засуджений до розстрілу за участь в повстанській організації. Реабілітований у 1957 році.
- Безверхий Тихон Калістратович — військовий лікар, знавець китайської та тибетської медицини, учасник російсько-японської війни.
- Брик Дмитро — корінний варварівець, учасник першої світової війни, нагороджений двома Георгіївськими хрестами, учасник визвольної боротьби за самостійну Україну в складі полку Матвія Григор'єва.
- Буцький Володимир Романович (1866—1932) — один з найкращих господарів-поміщиків Херсонської губернії, землевласник, дворянин, депутат Державної Думи Росії. Походить з козацько-старшинського роду.
- Баймайстручко Євгенія Кіндратівна — жителька Лугового, кутка Варварівки, великий знавець і прекрасний оповідач легенд і переказів, які увійшли в книги Шеремета М. і Гусейнова Г.
- Вовк Прохор Явтухович — народився у Варварівці в родині хліборобів, очолював господарство «Перемога», яке вивів в одне з найкращих в районі, репресований, реабілітований ще 1934 року, знову прийняв СОЗ, побудував дитячий садок, відновив служіння в церкві, створив учнівську виробничу бригаду, підійняв тваринництво, відкрив млин, автопарк, поновив агротехніку.
- Кабанець Лідія Романівна (нар. 8 березня 1941, с. Варварівка) — вчителька Варварівської СШ, одна з засновників музею бойової слави в приміщенні школи.
- Коваленко Юлій Лаврентійович — корінний варварівець, легендарний коваль, відомий, як дід Юлик, знавець легенд та переказів.
- Котов Євтихій Петрович — засновник села Котівка, виходець з старшинського козацького роду Миргородського полку.
- Крисенко Дмитро — варварівець, учасник українських визвольних змагань 1917—1923 років.
- Савенко Іван Григорович (1924—1987) — корінний варварівець, учасник німецько-радянської війни, танкіст, кандидат мистецтвознавства, член спілки художників СРСР з 1952 р., в 1975 році йому присвоєно звання Заслужений художник РРСФР, нагороджений орденом слави III ступеню, орденом Вітчизняної війни І ступеню, медалями і нагородами.
- Сатановський Михайло Юрійович — навчався у варварівській СШ, військовий льотчик, полковник.
- Ткаченко Степан — вчитель, голова Варварівського осередку підпільної анти-більшовицької організації за визволення України кінця 1920-х — на початку 1930-х років.
- Турпак Фіокл Антонович (пом. 1961) — «котівський всезнайко», фотограф, власник великої бібліотеки, знавець історії, лікарських трав тощо.
- Шеремет Михайло Сергійович (1925—2010) — корінний варварівець, один з найвідоміших фольклористів і краєзнавців Придніпров'я, журналіст, редактор, самобутній літератор.
- Шеремет Михайло Федорович — корінний варварівець, учасник українських визвольних змагань 1917—1923 років, репресований, дядько Шеремета М. С.
- Чорномаз Олексій Данилович (нар. 1921) — директор Варварівської СШ, вчитель, знавець історії села і краю, автор книги спогадів, учасник німецько-радянської війни.